# Remo nos Jogos Olímpicos de Verão de 2024 - Skiff quádruplo masculino
A competição do skiff quádruplo masculino do remo nos Jogos Olímpicos de Verão de 2024 ocorreu entre 27 e 31 de julho de 2024 no Estádio Náutico de Vaires-sur-Marne, na Ilha de França. Um total de 36 remadores representando nove Comitês Olímpicos Nacionais (CON) participaram do evento.

## Qualificação
Cada CON poderia classificar um único barco (quatro remadores) no skiff quádruplo masculino. Um total de nove vagas estavam disponíveis, sendo distribuídas da seguinte forma:
- 7 pelo Campeonato Mundial de Remo de 2023;
- 2 pela regata final de qualificação olímpica.

## Formato
No skiff quádruplo cada barco é impulsionado por quatro remadores. Por serem barcos parelhos, cada remador usa dois remos, um de cada lado do barco; isso contrasta com os barcos de pontas em que cada remador tem remos em apenas um lado. A competição consiste em rodadas e usa o formato de duas fases. As finais são realizadas para determinar a colocação de cada barco (na final A são definidos os medalhistas). O percurso usa a distância de 2000 metros que se tornou o padrão olímpico em 1912.

## Calendário
Horário local (UTC+2)
| Dia         | Horário | Fase          |
| ----------- | ------- | ------------- |
| 27 de julho | 12:30   | Eliminatórias |
| 29 de julho | 11:20   | Repescagem    |
| 31 de julho | 12:02   | Final B       |
| 31 de julho | 12:26   | Final A       |

## Medalhistas
|  | NED Países Baixos                                            |  | ITA Itália                                                  |  | POL Polônia                                                     |
|  | Lennart van Lierop Finn Florijn Tone Wieten Koen Metsemakers |  | Luca Chiumento Luca Rambaldi Giacomo Gentili Andrea Panizza |  | Fabian Barański Mateusz Biskup Dominik Czaja Mirosław Ziętarski |

## Resultados

### Eliminatórias
Os dois primeiros de cada bateria se classificam para a Final A, enquanto o restante disputa a repescagem.
Eliminatória 1
| Pos. | Raia | Remadores                                                                     | CON               | Tempo   | Notas |
| ---- | ---- | ----------------------------------------------------------------------------- | ----------------- | ------- | ----- |
| 1    | 5    | Lennart van Lierop Finn Florijn Tone Wieten Koen Metsemakers                  | NED Países Baixos | 5:41.69 | FA    |
| 2    | 2    | Thomas Barras Callum Dixon Matthew Haywood Graeme Thomas                      | GBR Grã-Bretanha  | 5:44.82 | FA    |
| 3    | 3    | Anton Finger Max Appel Tim Ole Naske Moritz Wolff                             | GER Alemanha      | 5:46.90 | R     |
| 4    | 1    | Kristoffer Brun Oscar Stabe Helvig Jonas Slettemark Juel Erik André Solbakken | NOR Noruega       | 5:50.48 | R     |
| 5    | 4    | Iliuță-Leontin Nuțescu Andrei Lungu Florin Horodișteanu Ioan Prundeanu        | ROU Romênia       | 5:51.14 | R     |

Eliminatória 2
| Pos. | Raia | Remadores                                                       | CON         | Tempo   | Notas |
| ---- | ---- | --------------------------------------------------------------- | ----------- | ------- | ----- |
| 1    | 2    | Luca Chiumento Luca Rambaldi Giacomo Gentili Andrea Panizza     | ITA Itália  | 5:43.31 | FA    |
| 2    | 4    | Fabian Barański Mateusz Biskup Dominik Czaja Mirosław Ziętarski | POL Polônia | 5:44.39 | FA    |
| 3    | 3    | Dominic Condrau Jan Jonah Plock Scott Bärlocher Maurin Lange    | SUI Suíça   | 5:49.50 | R     |
| 4    | 1    | Tõnu Endrekson Mikhail Kushteyn Johann Poolak Allar Raja        | EST Estônia | 5:52.04 | R     |

### Repescagem
Os dois primeiros se classificam para a Final A, enquanto o restante avança para a Final B (fora da chance de medalhas).
| Pos. | Raia | Remadores                                                                     | CON          | Tempo   | Notas |
| ---- | ---- | ----------------------------------------------------------------------------- | ------------ | ------- | ----- |
| 1    | 2    | Anton Finger Max Appel Tim Ole Naske Moritz Wolff                             | GER Alemanha | 5:52.39 | FA    |
| 2    | 3    | Dominic Condrau Jan Jonah Plock Scott Bärlocher Maurin Lange                  | SUI Suíça    | 5:52.55 | FA    |
| 3    | 4    | Kristoffer Brun Oscar Stabe Helvig Jonas Slettemark Juel Erik André Solbakken | NOR Noruega  | 5:53.13 | FB    |
| 4    | 1    | Tõnu Endrekson Mikhail Kushteyn Johann Poolak Allar Raja                      | EST Estônia  | 5:55.74 | FB    |
| 5    | 5    | Iliuță-Leontin Nuțescu Andrei Lungu Florin Horodișteanu Ioan Prundeanu        | ROU Romênia  | 5:56.32 | FB    |

### Finais
As regatas finais definem as posições de todos os remadores. Na Final A são decididos os medalhistas.
Final B
| Pos. | Raia | Remadores                                                                     | CON         | Tempo   |
| ---- | ---- | ----------------------------------------------------------------------------- | ----------- | ------- |
| 7    | 3    | Tõnu Endrekson Mikhail Kushteyn Johann Poolak Allar Raja                      | EST Estônia | 5:50.55 |
| 8    | 2    | Kristoffer Brun Oscar Stabe Helvig Jonas Slettemark Juel Erik André Solbakken | NOR Noruega | 5:51.88 |
| 9    | 1    | Iliuță-Leontin Nuțescu Andrei Lungu Florin Horodișteanu Ioan Prundeanu        | ROU Romênia | 5:54.77 |

Final A
| Pos.              | Raia | Remadores                                                       | CON               | Tempo   |
| ----------------- | ---- | --------------------------------------------------------------- | ----------------- | ------- |
| Medalha de ouro   | 4    | Lennart van Lierop Finn Florijn Tone Wieten Koen Metsemakers    | NED Países Baixos | 5:42.00 |
| Medalha de prata  | 3    | Luca Chiumento Luca Rambaldi Giacomo Gentili Andrea Panizza     | ITA Itália        | 5:44.40 |
| Medalha de bronze | 5    | Fabian Barański Mateusz Biskup Dominik Czaja Mirosław Ziętarski | POL Polônia       | 5:44.59 |
| 4                 | 2    | Tom Barras Callum Dixon Matt Haywood Graeme Thomas              | GBR Grã-Bretanha  | 5:46.51 |
| 5                 | 6    | Anton Finger Max Appel Tim Ole Naske Moritz Wolff               | GER Alemanha      | 5:50.62 |
| 6                 | 1    | Dominic Condrau Jan Jonah Plock Scott Bärlocher Maurin Lange    | SUI Suíça         | 5:58.04 |